# Chemical Reviews
Chemical Reviews (abreviada como Chem. Rev.) es una revista científica revisada por iguales, publicada desde 1924 por la American Chemical Society y dedicada al ámbito de la química multidisciplinar con contenidos sobre química orgánica, inorgánica, física, analítica, teórica, y biológica. Chemical Reviews está actualmente indexada y se pueden ver resúmenes de sus artículos en CAS, British Library, CAB International, EBSCOhost, Proquest, PubMed, SCOPUS, SwetsWise y Web of Science.
Como su nombre indica, esta revista publica revisiones completas y críticas en lugar de investigaciones originales.  La publicación es actualmente mensual, conteniendo tanto números temáticos, donde un área se revisa desde diferentes puntos de vista en varios artículos, como números de contenido mixto.
El actual redactor jefe es Josef Michl. En 2014 alcanzó un factor de impacto ISI de 46.568.

## Métricas de revista
2022
- Web of Science Group : 60.622
- Índice h de Google Scholar: 745
- Scopus: 61.545